# Любомино (гмина)
Любомино (пол. Lubomino) — сельская гмина (волость) в Польше, входит как административная единица в Лидзбаркский повет, Варминьско-Мазурское воеводство. Население — 3711 человек (на 2004 год).

## Демография
| Перепись                       | Всего   | Всего | Женщины | Женщины | Мужчины | Мужчины |
| ------------------------------ | ------- | ----- | ------- | ------- | ------- | ------- |
| Единицы                        | человек | %     | человек | %       | человек | %       |
| Население                      | 3711    | 100   | 1808    | 48,7    | 1999    | 51,3    |
| Плотность населения (чел./км²) | 24,8    | 24,8  | 12,1    | 12,1    | 12,7    | 12,7    |

## Сельские округа
1. Бяла-Воля (до 1945 Дитрихсдорф)
2. Бенево
3. Элдыты-Вельке
4. Гроново
5. Любомино
6. Пётрово
7. Рогедле
8. Ружын
9. Самборек
10. Вапник
11. Вильчково
12. Вольница
13. Загоны

## Поселения
1. Карбувка
2. Вуйтово
3. Элдыты-Мале
4. Свенкиты (Швенкиты; до 1945 Адлиг Швенкиттен)
5. Зайёнчки

## Соседние гмины
1. Гмина Добре-Място
2. Гмина Лидзбарк-Варминьски
3. Гмина Милаково
4. Гмина Орнета
5. Гмина Свёнтки